# Tipula tetragramma
Tipula tetragramma är en tvåvingeart som beskrevs av Edwards 1928. Tipula tetragramma ingår i släktet Tipula och familjen storharkrankar. Inga underarter finns listade i Catalogue of Life.